# Iowa megye (Iowa)
Iowa megye az Amerikai Egyesült Államokban, azon belül Iowa államban található. Lakosainak száma 16 662 fő (2020. április 1.). Iowa megye Benton, Keokuk, Tama, Linn, Johnson, Washington és Poweshiek megyékkel határos.

## Népesség
A megye népessége az elmúlt években az alábbi módon változott:
| Lakosok száma | 16 319 | 16 336 | 16 223 | 16 330 | 16 401 | 16 662 |
|               | 2010   | 2011   | 2012   | 2013   | 2015   | 2020   |